# Löwenhaingarten

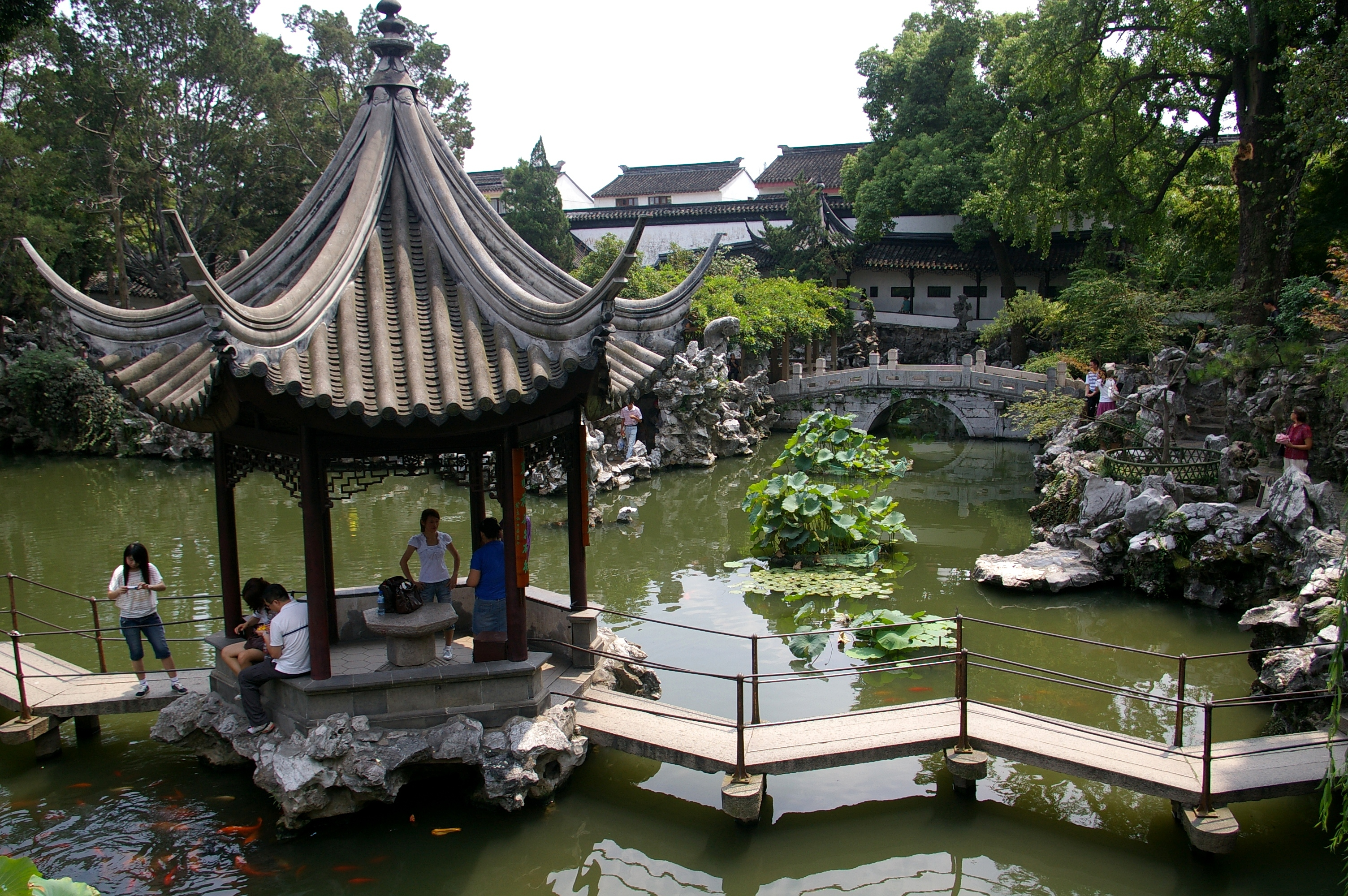
Zentraler Teich mit Pavillon

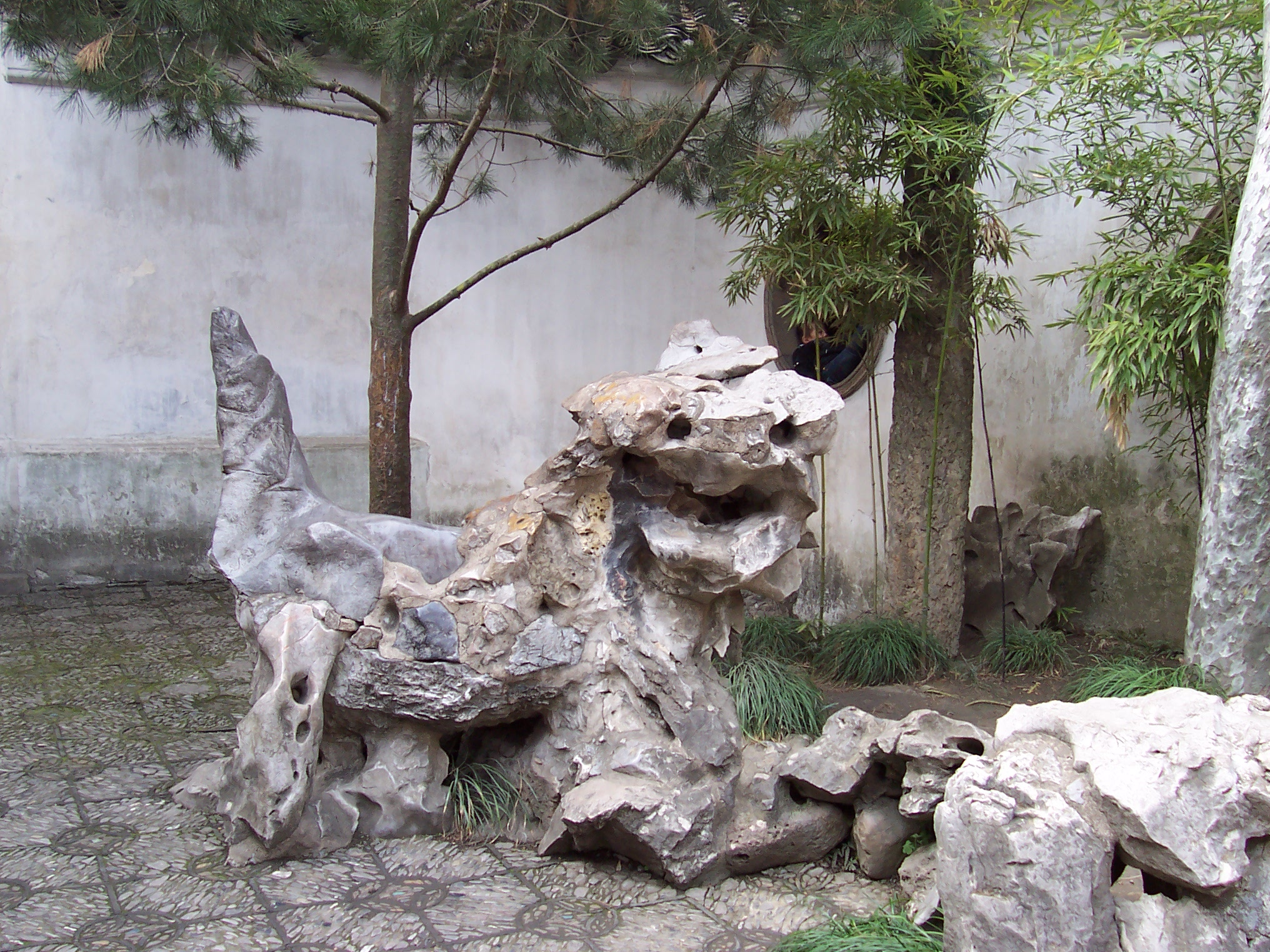
Steinlöwe im Löwenhaingarten

Der Löwenhaingarten (chinesisch 獅子林 / 狮子林, Pinyin Shīzi Lín) gehört zu den vier berühmtesten Privatgärten in der ostchinesischen Stadt Suzhou. Er befindet sich im Nordosten des historischen Stadtviertels im Stadtbezirk Gusu. Er wurde bereits in der Yuan-Dynastie angelegt und seitdem von verschiedenen Eigentümern immer wieder verändert. Der Löwenhaingarten ist einer der fünf Gärten, die im Jahr 2000 als Erweiterung des Kulturerbes Klassische Gärten von Suzhou in die Liste des UNESCO-Welterbes eingetragen wurden. Im Jahre 2006 wurde er zum Denkmal der Volksrepublik China erklärt.

## Lage und Aufbau
Der Löwenhaingarten umfasst eine Fläche von 1,1 Hektar, von denen 0,88 Hektar der Öffentlichkeit zugänglich sind. Er befindet sich etwa 400 Meter südlich des eine deutlich größere Fläche umfassenden Garten des bescheidenen Beamten und des Suzhou-Museums. Der Garten selbst ist rechtwinklig angelegt, wobei seine Ost-West-Ausdehnung leicht größer ist als die Nord-Süd-Ausdehnung und ein Teich in der Mitte sein Zentrum bildet. Der Teich wird auf seiner Ost-, Süd- und Westseite von Felsen eingerahmt. Um ihn herum sind die verschiedenen Pavillons und Gebäude angeordnet, im See befinden sich kleine Pavillons und Brücken, davon eine mit neun Zacken. Der Teich hat eine Oberfläche von 1518 Quadratmetern.
Der Löwenhaingarten gehört zu den chinesischen Gärten mit den größten und ältesten künstlichen Fels-Arrangements. Die ursprünglichen Arrangements umfassen 1200 Quadratmeter auf der Ostseite des Teiches, zu Beginn kamen im Rahmen einer Erweiterung des Gartens 1100 Quadratmeter auf der Westseite des Teiches dazu. Die schon von Natur aus zerklüfteten Steine wurden dabei so angeordnet, dass kleine Spitzen und Schluchten entstanden. Insgesamt neun Wege führen durch diese kleine Felsenlandschaft, 21 Höhlen geben dem Besucher das Gefühl, sich zu verlaufen. Einige dieser Steine sehen zudem wie Löwen aus, die eine springende, schlafende oder brüllende Haltung einnehmen.
Die künstlichen Hügel im Westen des Gartens entstanden bei Erdarbeiten zu Beginn des 20. Jahrhunderts, als man Schlamm und Erde aus dem Teich entfernte und entlang der Mauern ablagerte. Die Flanken der so entstandenen Hügel sicherte man mit Kalksteinen, so dass das Ergebnis mit den bereits östlich des Teiches vorhandenen Felsen harmonierte. Die Hügel sind auf der Nordseite höher als auf der Südseite, auch eine Höhle befindet sich im Norden. Auf den Hügeln befindet sich der Turm des Besuchs bei den Pflaumenblüten, daneben ist ein künstlicher Wasserfall.
Entlang der Westwand führt ein insgesamt 70 Meter langer Wandelgang von der Halle des schwachen Duftes und des verblichenen Schattens am Turm zum Begrüßen der Pflaumenblüten vorbei bis zur Bogenbrücke über den Teich.
Auf den Wänden des Wandelganges sind Gedichte der vier großen Dichter der Song-Dynastie Su Shi, Mi Fu, Huang Tingjian und Cai Xiang sowie das Pflaumenblüten-Gedicht des Dichters Wen Tianxiang aus der südlichen Song-Dynastie als kalligraphische Steinmetzarbeiten zu sehen.
Der Turm des Besuchs bei den Pflaumenblüten (chinesisch 问梅阁, Pinyin Wèn Méi Gé) befindet sich an der westlichen Mauer des Gartens auf einem der zu Beginn des 20. Jahrhunderts geschaffenen Hügel. Er war ein Ort für Dichtung und Poesie; er ist nicht nur von Pflaumenbäumen umgeben, sondern alle seine Möbel tragen Verzierungen, die Pflaumenblüten darstellen. Daneben sind in diesem Gebäude Kunstwerke von Ni Zan und Xu Ben zu sehen.
Der Pavillon des Im-Schnee-Stehens (chinesisch 立雪堂, Pinyin Lì Xuě Táng) erhielt seinen Namen nach einer Legende aus dem Leben von Huike, dem zweiten Patriarchen des Chan-Buddhismus in China, nach welcher er so lange im Schneefall stehend darauf wartete, mit dem Mönch Bodhidharma sprechen zu können, dass er letzten Endes ganz mit Schnee bedeckt war. Diese Geste zeigte Bodhidharma, dass es Huike ernst war, so dass er ihn als Schüler aufnahm. Das Spruchpaar an den Säulen des Gebäudes stammt vom Gelehrten und Dichter Tang Yin, der aus Suzhou stammte und während der Ming-Dynastie lebte.

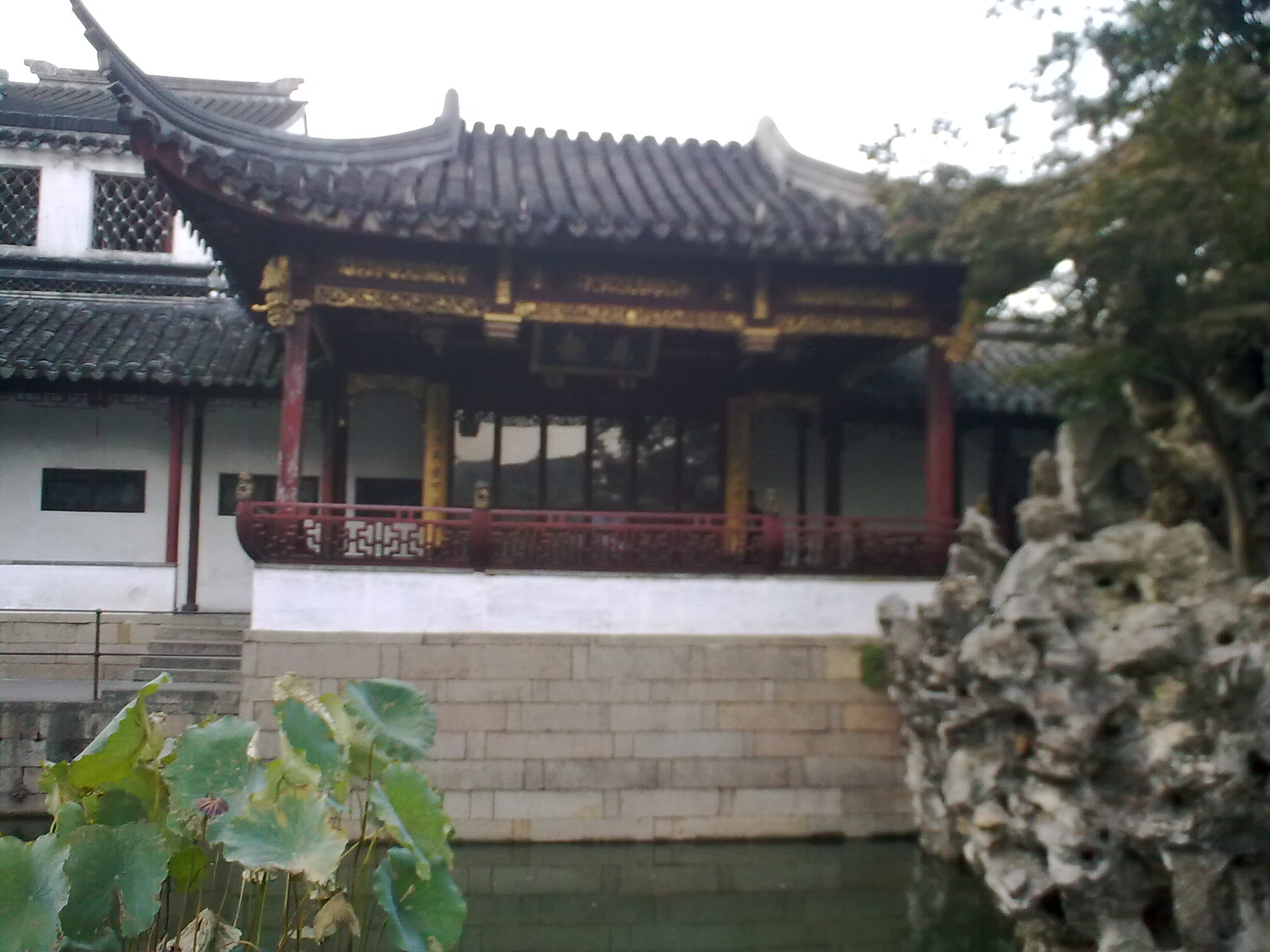
Pavillon des wirklichen Vergnügens

Der Name des Pavillons des wirklichen Vergnügens (chinesisch 真趣亭, Pinyin Zhēn Qù Tíng) geht auf eine Begebenheit zurück, die sich beim Besuch des Kaisers Qianlong während der Qing-Dynastie ereignet haben soll. Der Verwalter des Gartens soll einen Beamten namens Huang Xi (黄熙), der die Beamtenprüfung mit Bravour bestanden hatte, gebeten haben, den Kaiser durch den Löwenhaingarten zu begleiten. Huang Xi soll den Kaiser, dem es gefiel, Bauwerken Namen zu vergeben, um einen Namen für den bis anhin namenlosen Pavillon gebeten haben. Dem Kaiser fiel aber auch nach längerem Nachdenken nichts ein, so dass er gedankenlos die Zeichen 真有趣 (sehr interessant) aufs Papier schrieb. Huang Xi fand das banal, bemerkte aber, dass man durch Weglassen des Zeichens 有 einen extravaganten Namen für den Pavillon erhalten würde. Also fragte er den Kaiser indirekt, ob er ihm nicht das Zeichen 有 schenken wolle. Die verbleibenden Zeichen 真趣 (wirkliches Vergnügen) sind nun in kaiserlicher Kalligraphie auf einer Tafel am Pavillon zu sehen.

## Geschichte
Im Jahre 1341 kam der Mönch und Chan-Meister Tianru nach Suzhou, um dort zu lehren. Seine Schüler erwarben ein Jahr später das Gelände eines buddhistischen Tempels, um dort einen Meditationsgarten für Tianru einzurichten. Der Garten bekam seinen Namen, weil Tianru vom Mönch Zhongfeng am Löwen-Felsen im Gebirge Tianmu Shan unterrichtet wurde. Des Weiteren ist der Name eine Anspielung an den frühen buddhistischen Text Sutra der Königin Śrīmālā des Brüllens des Löwen. Nach dem Tod von Tianru verstreuten sich jedoch seine Schüler und der Garten begann zu verfallen.
Im Jahre 1373 besuchte der bedeutende Maler Ni Zan den Löwenhaingarten, schuf dort Gedichte und Malereien (darunter Bildrollen vom Löwenhaingarten 狮子林图) und machte ihn weithin bekannt, so dass er ein Ort wurde, wo sich Dichter, Maler und Gelehrte des Buddhismus trafen.
Im Jahre 1589 kaufte der Mönch Mingxing den Garten, nachdem er in Chang’an genug Geld dafür gesammelt hatte, und ließ ihn restaurieren. Während der Herrschaft von Kaiser Kangxi wurden Tempel und Garten voneinander getrennt. Der Garten wurde vom Präfekten von Hengzhou erworben und in She-Garten (涉园) umbenannt. Kangxi besuchte den Garten am 11. Februar 1703, Kaiser Qianlong besuchte ihn sechs Mal. Im Jahre 1771 übernahm Huang Xi (黄熙) den Garten, ließ die Anlagen erneuern und die Gebäude renovieren. Er benannte ihn in Fünf-Kiefern-Garten (五松园) um. Mit der Zeit von Kaiser Guangxu begann der Niedergang des Huang-Familienclans, damit begann auch der Garten zu verfallen.
Im Jahre 1917 erwarb Bei Runsheng, der in Shanghai mit Pigmenten und Farbe reich geworden war, den Löwenhaingarten vom Vorsteher der Regierung Li Zhongyu für 800 000 Silberdollar. Er ließ den Garten sieben Jahre lang restaurieren und erweitern, er gab ihm auch seinen ursprünglichen und heutigen Namen zurück. Bei Runsheng wollte ihn eigentlich für die Öffentlichkeit zugänglich machen, der zu jener Zeit ausbrechende chinesisch-japanische Krieg verhinderte dies jedoch. Nach dem Tod von Bei Runsheng im Jahre 1945 wurde das Objekt zunächst von seinem Enkel Bei Huanzhang verwaltet. Bald darauf ging es jedoch in Staatsbesitz über. Seit 1954 ist es für die Allgemeinheit geöffnet. Seit 1982 gehört der Garten zum Kulturgut der Provinz Jiangsu. Im Jahre 2000 wurde der Garten zum UNESCO-Welterbe erklärt, wodurch nicht nur der Garten selbst, sondern auch die benachbarten Straßenzüge geschützt sind.